# Соловьёвка (Симферопольский район)
Соловьёвка (до 1948 года Сарабуз Русский укр. Солов'ївка, крымскотат. Rus Sarabuz, Рус Сарабуз) — упразднённое село в Симферопольском районе Крыма, включённое в состав села Укромное, сейчас — северная часть села, вдоль трассы 35К-001 Красноперекопск — Симферополь.

## История
Впервые в доступных источниках селение встречается в «…Памятной книжке Таврической губернии на 1902 год», согласно которой в деревне Сарабуз русский, входившей в Сарабузское сельское общество Подгородне-Петровской волости Симферопольского уезда, числилось 92 жителя в 16 домохозяйствах. На 1914 год в селении действовала земская школа. По Статистическому справочнику Таврической губернии. Ч.II-я. Статистический очерк, выпуск шестой Симферопольский уезд, 1915 год, в деревне Сарабуз Русский Подгородне-Петровской волости Симферопольского уезда, числилось 34 двора с русским населением в количестве 174 человек приписных жителей и 20 — «посторонних», из которых 92 мужчины и 102 женщины. Жители владели 350 десятинами удобной земли. В хозяйствах имелось 50 лошадей, 40 коров и 7 голов мелкого скота.
После установления в Крыму Советской власти, по постановлению Крымревкома от 8 января 1921 года была упразднена волостная система и село включили в состав вновь созданного Сарабузского района Симферопольского уезда, а в 1922 году уезды получили название округов. 11 октября 1923 года, согласно постановлению ВЦИК, в административное деление Крымской АССР были внесены изменения, в результате которых был ликвидирован Сарабузский район и образован Симферопольский и село включили в его состав. Согласно Списку населённых пунктов Крымской АССР по Всесоюзной переписи 17 декабря 1926 года, в селе Сарабуз Русский, Ново-Александровского сельсовета Симферопольского района, числилось 49 дворов, из них 45 крестьянских, население составляло 220 человек, из них 158 русских, 8 татар, 8 эстонцев, 4 грека, 4 украинца, 3 немцев, 7 записаны в графе «прочие», действовала болгарская школа.
В 1944 году, после освобождения Крыма от фашистов, 12 августа 1944 года было принято постановление № ГОКО-6372с «О переселении колхозников в районы Крыма» и в сентябре 1944 года в район приехали первые новосёлы (214 семей) из Винницкой области, а в начале 1950-х годов последовала вторая волна переселенцев из различных областей Украины. С 25 июня 1946 года Сарабуз Русский в составе Крымской области РСФСР. Указом Президиума Верховного Совета РСФСР от 18 мая 1948 года, Сарабуз Русский переименовали в Соловьёвку. 26 апреля 1954 года Крымская область была передана из состава РСФСР в состав УССР. Решением Крымоблисполкома от 8 сентября 1958 года № 834 Соловьёвку включили в состав Укромного (согласно справочника в период с 1954 по 1968 год).